# レア・バード
レア・バード (Rare Bird) は、イギリスのプログレッシブ・ロック・バンド。

## 来歴
- 1969年、グラハム・フィールド、デヴィッド・カフィネッティ、スティーヴ・グールド、マーク・アシュトンにより結成。ファースト・アルバム『レア・バード』録音。
- 1970年2月、1枚目のアルバムから「シンパシー」がシングルとして発売され、フランス、イタリア、オランダで1位になり、シングルは100万枚、アルバムは200万枚以上の売り上げを果たし、レア・バードは一気にスターの座を獲得する。また同年、セカンド・アルバム『アズ・ユア・マインド・フライズ・バイ』録音。
- 1971年、アシュトンとフィールドが脱退。アンディー・チェッド・カーティス、フレッド・ケリーが加入。
- 1972年、ポール・カラス加入。サード・アルバム『エピック・フォレスト』録音。
- 1973年、ベースがニック・ポッターに交代。4枚目のアルバム『サムバディーズ・ウォッチング』録音。1曲ジョン・ウェットンが参加。
- 1974年、カフィネッティ、グールド、ケリーで5枚目のアルバム『ボーン・アゲイン』録音。

## その他
スティーヴ・グールドは、前に在籍していたバンド、ザ・フルート・マシーンではギタリストであった。よって厳密に言うと担当楽器はギター→ベース→ギターと変わっている。またこのバンドには後期レア・バードに加入するアンディー・チェッド・カーティスも在籍していた。その後グールドは、アルヴィン・リーのバンドにベーシストとして加入。
マーク・アシュトンはレア・バード脱退後ドラムを止めシンガーソングライターの道に進み、1974年から1988年までにヘッドストーンというバンドやソロ活動で5枚のアルバムを発表。ヘッドストーンでのメンバーは、ギタリストにアトミック・ルースターのスティーヴ・ボルトン、またヘッドストーンの後にロッド・スチュワートの「アイム・セクシー」でベースを弾いているフィリップ・チェンなど豪華な顔ぶれが揃っている。アシュトンは1996年頃から絵画の道を究め、現在、音楽活動と共に「マーク・アシュトン・ヴェイ」の名で国際的な画家としても活躍中。

## メンバーと担当楽器

### 第1期 1969年-1970年
- グラハム・フィールド(Graham Field) - organ/piano/harpsichord
- デヴィッド・カフィネッティ(David Kaffinetti) - electric piano/piano/harpsichord
- スティーヴ・グールド(Steve Gould) - bass guitar/vocal
- マーク・アシュトン(Mark Ashhton) - drums/backing vocal

1stアルバム『レア・バード』、2ndアルバム『アズ・ユア・マインド・フライズ・バイ』録音。

### 第2期 1971年
- デヴィッド・カフィネッティ (David Kaffinetti) - piano/organ
- スティーヴ・グールド (Steve Gould) - bass guitar/vocal
- アンディー・チェッド・カーティス (Andy 'Ced' Curtis) - acoustic guitar
- フレッド・ケリー (Fred Kelly) - drums

「Red Man」(別テイク)録音。

### 第3期 1972年
- デヴィッド・カフィネッティ (David Kaffinetti) - electric piano/organ/piano
- スティーヴ・グールド (Steve Gould) - guitar/vocal
- アンディー・チェッド・カーティス (Andy 'Ced' Curtis ) - guitar
- ポール・カラス (Paul Karas) - bass guitar
- フレッド・ケリー (Fred Kelly) - drums/backing vocal

+
- アシュレイ (Ashley) - percussion(ゲスト/3rd)
- ニック・ポッター (Nic Potter) - percussion(ゲスト/3rd)
- ポール・コーダ (Paul Korda) - percussion(ゲスト/3rd)
- ポール・ホランド (Paul Holland) - percussion(ゲスト/3rd)
- クリス・ケリー (Chris Kelly) - percussion(ゲスト/3rd)

3rdアルバム『エピック・フォレスト』録音。

### 第4期 1973年
- デヴィッド・カフィネッティ (David Kaffinetti) - electric piano/piano/clavinet/organ
- スティーヴ・グールド (Steve Gould) - guitar/vocal/(bass guitar)
- アンディー・チェッド・カーティス (Andy 'Ced' Curtis ) - guitar
- ニック・ポッター (Nic Potter) - bass guitar
- フレッド・ケリー (Fred Kelly) - drums/percussion

+
- ポール・コーダ (Paul Korda) - backing vocal(ゲスト/4th)
- ニッキー・ジェイムズ (Nicky James) - backing vocal(ゲスト/4th)
- ケヴィン・ラム (Kevin Lamb) - backing vocal(ゲスト/4th)
- ジョン・ウェットン (John Wetton) - bass guitar(ゲスト/4th)
- アル・マシューズ (Al Matthews) - percussion(ゲスト/4th)
- サミ・アブ (Sammi Abu) - percussion(ゲスト/4th)
- ポール・ホランド (Paul Holland) - percussion(ゲスト/4th)

4thアルバム『サムバディーズ・ウォッチング』録音。

### 第5期 1974年-1975年
- デヴィッド・カフィネッティ (David Kaffinetti) - electric piano/piano/clavinet/organ/synthesizer/backing vocal
- スティーヴ・グールド (Steve Gould) - guitar/bass guitar/vocal/sax(6th)
- フレッド・ケリー (Fred Kelly) - drums/percussion/backing vocal

+
- アンディー・リー (Andy Rea) - bass guitar(ゲスト/5th)
- ケヴィン・ラム (Kevin Lamb) - backing vocal(ゲスト/5th)

5thアルバム『ボーン・アゲイン』録音。

## ディスコグラフィ

### スタジオ・アルバム
- 『レア・バード』 - Rare Bird (1969年)
- 『アズ・ユア・マインド・フライズ・バイ』 - As Your Mind Flies By (1970年)
- 『エピック・フォレスト』 - Epic Forest (1972年)
- 『サムバディーズ・ウォッチング』 - Somebody's Watching (1973年)
- 『ボーン・アゲイン』 - Born Again (1974年)

### シングル
- 「シンパシー / 悪魔の関心」 - "Sympathy" / "Devil's High Concern" (1970年)
- "What You Want To Know" / "Hammerhead" (1971年)
- "Roadside Welcome" / "Four Grey Walls" / "You're Lost" (1972年)
- "Virginia" / "Lonely Street" (1973年)
- "Body And Soul" / "Redman" (1974年)
- "Don't Be Afraid" / "Passin' Through" (1975年)